# Raïon Oultche
Le raïon Oultche (en russe : У́льчский райо́н, Oultchski raïon, d'après les Oultches) est une subdivision administrative (raïon) et une municipalité (raïon municipal) du kraï de Khabarovsk, en Russie. Le raïon fait partie de la région d'Extrême-Orient russe. Son centre administratif est le village de Bogorodskoïe, et il compte en tout 32 localités, réparties dans 18 municipalités. Sa population s'élevait à 14 304 habitants en 2023.